# Psacadonotus
Psacadonotus is een geslacht van rechtvleugeligen uit de familie sabelsprinkhanen (Tettigoniidae). De wetenschappelijke naam van dit geslacht is voor het eerst geldig gepubliceerd in 1891 door Redtenbacher.

## Soorten
Het geslacht Psacadonotus omvat de volgende soorten:
- Psacadonotus diurnus Rentz, 1993
- Psacadonotus insulanus Rentz, 1993
- Psacadonotus kenkulun Rentz, 1993
- Psacadonotus psithyros Rentz, 1993
- Psacadonotus robustus Rentz, 1993
- Psacadonotus seriatus Redtenbacher, 1891
- Psacadonotus serratimerus Rentz, 1993
- Psacadonotus viridis Rentz, 1993